# Ugličská přehradní nádrž
Ugličská přehradní nádrž (rusky Угличское водохранилище) je přehradní nádrž na území Jaroslavské oblasti a Tverské oblasti v Rusku. Má rozlohu 249 km². Je 143 km dlouhá a maximálně 5 km široká. Průměrná hloubka je 5 m a maximální 23 m. Má objem 1,2 km³.

## Vodní režim
Nádrž na řece Volze za přehradní hrází Ugličské vodní elektrárny byla naplněna v roce 1940. Úroveň hladiny kolísá v rozsahu 5,5 m. Reguluje sezónní kolísání průtoku. Využívá se pro energetiku, vodní dopravu a zásobování. Je zde rozvinuté rybářství. Na břehu leží města Uglič, Kaljazin, Kimry.